# Homo clausus
Homo clausus (lateinisch für „eingeschlossener, verschlossener Mensch“) ist ein in der Soziologie von Norbert Elias eingeführter Begriff und bezeichnet dort einen Menschen, der in seinem „Inneren“ von der „Außenwelt“ abgeschlossen ist.
Es handelt sich um ein Selbsterfahrungsmuster, das man häufig in sogenannten westlich-individualisierten Zivilisationen vorfindet, in denen die „Wir-Ich-Balance“ nicht ausgewogen ist, sondern deutlich zugunsten des Ichs neigt. In Gesellschaften dieses Typs sind die Ketten funktionaler Interdependenz besonders weit ausdifferenziert und werden dadurch für das Individuum schwer überschaubar. Das Ich kann seine Abhängigkeiten nur begrenzt wahrnehmen und empfindet sich aufgrund der fortgeschrittenen Spezialisierung als entfremdet in seinen Beziehungen zur Außenwelt.
Eine weitere Struktureigentümlichkeit verstärkt zusätzlich dieses relativ unangemessene Selbstbild. Es wird hauptsächlich dort erfahren, wo das Verhalten eine ebenmäßigere, allseitige und stabilere Selbstkontrolle aufweist. Dieses bedeutet im eliasschen Zivilisationsverständnis (Über den Prozeß der Zivilisation), dass die Menschen ihre Affekte stärker zügeln können, dieses für alle Bereiche gilt, und dass dieses Muster sich verfestigt hat.
Der verinnerlichte Fremdzwang, der überwiegend zum Selbstzwang geworden ist, wird als Begrenzung und Abgetrenntheit des Selbst erlebt, weil er das Individuum daran hindert, seine spontanen Affekte auszuleben. Intime Gefühle und affektives Verhalten sind je nach Interdependenzgeflecht (auch Figuration) mehr oder weniger tabuisiert, in besonders formellen Beziehungen wie zum Beispiel am Arbeitsplatz dementsprechend häufiger als in der Familie oder im Freundeskreis.
Im Blickpunkt ist nur noch die „eine Seite der Medaille“. Die eigenen Wünsche werden nur dem Selbst zugeordnet, der Zwang, der sich scheinbar nur auf das eigene Selbst auswirkt, wird als von außen begrenzend, nicht aber als auch ursprünglich von dort kommend erfahren. Man sieht nicht mehr die Wechselwirkung zwischen innen und außen, dementsprechend fühlt man sich als Monade, die die anderen Menschen als Objekte außerhalb von sich selbst erlebt. Dieser Phantasiepanzer verfestigt die eigene Selbsterfahrung.
Ein oberflächliches Kommunikationsmuster verhindert die Einsicht, dass die anderen die gleichen Gefühle haben können wie man selbst. Indem man sich immer weniger über seine vermeintlich ureigensten Gefühle austauscht, verfestigt sich die Vorstellung, nur man selbst würde auf diese Art fühlen können. 